# 蕭子光
蕭子光（480年代—501年），南蘭陵郡蘭陵縣人，南朝齊宗室，齊高帝之孫，豫章文獻王蕭嶷之第五子。

## 生平
蕭子光初以王子例封宜陽縣開國侯。永泰元年（498年）四月，大司馬、會稽太守王敬則舉兵反，準備擁立蕭子光之兄吳郡太守蕭子恪，蕭子恪見機逃跑，不知所終。此前，高、武諸子已被全部誅殺。至此，始安王蕭遙光勸齊明帝盡誅高、武諸孫，於是包括蕭子光在內的高、武諸孫六十餘人被召至永福省。明帝命令太醫煮椒二斛，待椒熟後全部賜死。因蕭子恪及時趕回，高、武諸孫得以挽回性命。
永元三年（501年），蕭衍率兵攻入建康，圍攻宮城。蕭子光與第三兄泉陵侯蕭子操一起死於尚書都座。